# Storia del Manchester City Football Club

## Fondazione e primo cinquantennio (1879-1930)
Anne Connell, figlia del rettore della chiesa di St.Mark di Gornel, a sud-est di Manchester, cercò di creare attività per gli uomini del luogo, in modo tale da frenare l'alcolismo e la violenza nell'area. Venne fondato, nel 1879, un club di cricket. Non vi erano però passatempi per la stagione invernale. Proprio a questo proposito, Connell, con l'aiuto dei custodi della chiesa William Beastow e Thomas Goodbehere, fondò un club di calcio parrocchiale, il "St Mark's West Gorton", a volte scritto come "West Gorton (St.Mark's)". La prima partita ricordata negli annali ci fu il 23 novembre 1880, contro un'altra squadra parrocchiale di Macclesfield. Nel 1884, il club si fuse con un altro, il "Gorton Athletic", ma la fusione durò solo pochi mesi, dopo i quali il club si divise ancora, e la rappresentativa di West Gorton si chiamò "Gorton A.F.C." mentre il Gorton Athletic si ribattezzò "West Gorton Athletic".
Nel 1887 il Gorton A.F.C. diventò un club professionistico, e ciò comportò lo spostamento della sede delle partite in casa ad Hyde Road, cambiando quindi il nome originale in "Ardwick A.F.C.", per richiamare la nuova collocazione nell'est cittadino.

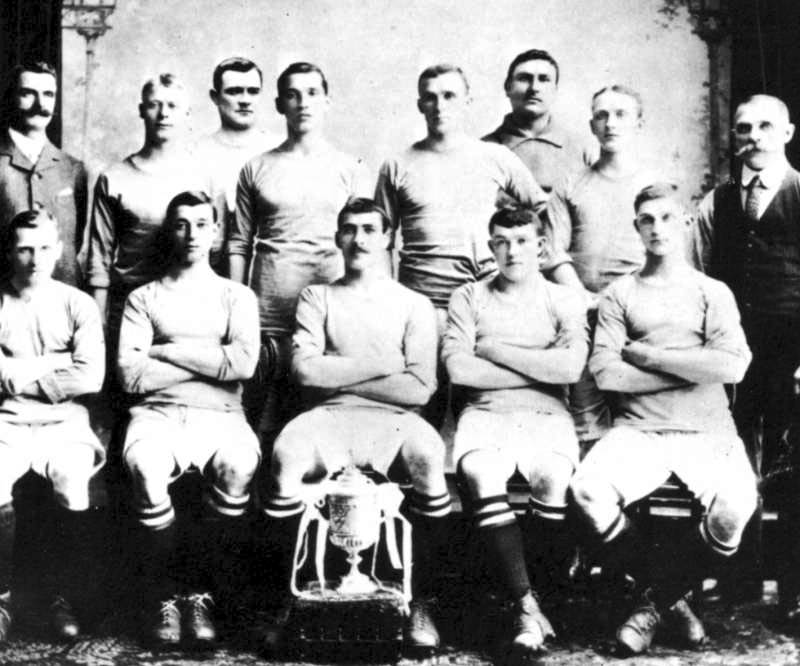
La squadra del Manchester City che vinse la FA Cup nel 1904

L'Ardwick guadagnò maggior fama nel 1891, vincendo la Manchester Cup per la prima volta battendo il Newton Heath per 1-0 in finale. Questo successo influì positivamente sulla Football Alliance, che accettò l'Ardwick come ulteriore franchigia per la stagione 1891-1892. L'Alliance si fuse con la Football League nel 1892, cosicché l'Ardwick divenne membro della seconda divisione della Football League. Problemi finanziari nella stagione 1893-94 portarono ad una riorganizzazione del club, che divenne il Manchester City Football Club, società formalmente registrata il 16 aprile 1894.
La vittoria della seconda divisione della Football League nel 1899 diede al club i suoi primi onori e la promozione alla più alta serie calcistica inglese, la Football League first division. Il club ebbe il suo più grande successo il 23 aprile del 1904, battendo il Bolton Wanderers 1-0 al Crystal Palace National Sports Centre per vincere il più prestigioso torneo ad eliminazione del calcio inglese, la FA Cup, sfiorando il "double" e finendo secondi classificati in campionato. Nelle stagioni seguenti al trionfo in FA Cup, il club fu accusato di irregolarità finanziarie, che culminarono nel 1906 nella sospensione di diciassette giocatori, incluso il capitano Billy Meredith. Per la rabbia dei tifosi del City, molti dei giocatori sospesi andarono a giocare dai rivali locali del Manchester United, formando il nucleo della prima squadra vincente di quest'ultimo. Un incendio ad Hyde Road distrusse la tribuna principale nel 1920 e nel 1923 il club si spostò a Maine Road, nel Moss Side di Manchester.

## Finali di coppa consecutive (anni '30-'50)
Negli anni '30 il Manchester City raggiunse due finali di FA Cup consecutive, perdendo contro l'Everton nel 1933 prima di vincere la coppa battendo il Portsmouth nel 1934. Il club vinse anche la first division nel 1937, venendo però retrocesso nella stagione seguente, nonostante avesse il miglior attacco della divisione. Dopo una stagione in second division, i campionati furono sospesi a causa dell'inizio della seconda guerra mondiale.
Quando si ripresero i campionati, nella stagione 1946-1947, il City riguadagnò lo status di favorita e vinse il suo quinto titolo di second division. Negli anni '50, il City, usando una tattica chiamata "Revie Plan" raggiunse finali consecutive di coppa per la seconda volta nella sua storia, ed esattamente come negli anni '30, perse la prima e vinse la seconda, nel 1955 e 1956 rispettivamente. La finale del 1956, nella quale il Manchester City batté il Birmingham City 3-1, è una delle più famose di tutti i tempi, in quanto il portiere dei Citizens Bert Trautmann continuò a giocare pur avendo il collo rotto.

## L'era della gloria (1965-1979)
Manchester City - Górnik Zabrze 
 Manchester City: Corrigan, Book, Booth, Heslop, Pardoe, Doyle (54' Bowyer), Towers, Oakes, Bell, Lee, Young. Allenatore: Mercer.
 Górnik Zabrze: Kostka, Oślizło, Florenski (Kuchta), Gorgoń, Olek, Latocha, Szołtysik, Wilczeck (Skowronek), Szaryński, Banaś, Lubański. Allenatore: Matyas.
Arbitro:  Paul Schiller
Marcatori:  11’ Young,  43’ (rig.) Lee,  68’ Oślizło
Spettatori: 7.968
Nel 1965 fu nominato allenatore Joe Mercer, con Malcolm Allison come assistente: nella prima stagione il City vinse il titolo di seconda divisione ritornando così in First Division. Nella stagione successiva la squadra, rinforzatasi durante il mercato estivo grazie agli acquisti di Mike Summerbee e Colin Bell, riuscì a centrare la salvezza classificandosi al quindicesimo posto: per il raggiungimento di tale traguardo furono decisive le ultime diciassette partite, in cui il City perse solo quattro volte.
Alla fine del campionato 1967-68 il Manchester City riuscì a vincere il secondo titolo della sua storia: i momenti più salienti della stagione furono una gara contro il Tottenham (trasmessa in televisione e vinta per 4-1 dal City) denominata The Ballet on Ice (Il balletto sul ghiaccio) per via della neve che aveva ricoperto il campo di gioco, la vittoria per 3-1 all'Old Trafford contro il Manchester United (futuro campione d'Europa e rivale dei Citizens nella corsa al titolo) nel derby, e la gara dell'ultima giornata di campionato, vinta per 4-3 contro Newcastle United, che assicurò al City la vittoria del campionato. La gloria durò poco perché pochi giorni dopo lo United vinse la Coppa dei Campioni divenendo il primo club inglese a riuscire nell'impresa. Le pagine dei giornali erano tutte per i Red Devils. Nella stagione successiva, nonostante il raggiungimento del tredicesimo posto in classifica e l'eliminazione in Coppa dei Campioni al primo turno da parte del Fenerbahçe, la squadra continuò la sua scia di successi andando a vincere la FA Cup.
La vittoria del trofeo nazionale permise al Manchester City di giocare in Coppa delle Coppe per la stagione 1969-70: dopo aver eliminato l'Atlético Bilbao, il Lierse, l'Académica Coimbra e lo Schalke 04, i Citizens approdarono in finale a Vienna contro i polacchi del Górnik Zabrze, sconfiggendoli per 2-1 e aggiudicandosi il loro primo trofeo europeo. Alla fine della stagione il Manchester City vinse la Coppa di Lega, diventando così il primo club inglese a vincere un torneo nazionale ed europeo nella stessa stagione.
Nel 1971 Mercer fu promosso come team manager della squadra, lasciando il posto al suo assistente Malcolm Allison: nella sua prima stagione il City lottò per la conquista del campionato trovandosi, a marzo, primo in classifica con quattro punti di distacco minimo sulle inseguitrici. Una crisi di risultati fece tuttavia scivolare la squadra al quarto posto. A seguito di questo insuccesso, i tifosi troveranno il colpevole di ciò nel giocatore Rodney Marsh (il cui acquisto aveva intanto gravato sul bilancio della società), che ammetterà in seguito la sua colpa. Nella stagione successiva la squadra fu abbandonata dal duo Mercer-Allison, i cui rapporti si erano intanto raffreddati: Mercer andò ad allenare il Coventry City, mentre Allison abbandonò la squadra a metà stagione, lasciandola a metà classifica.

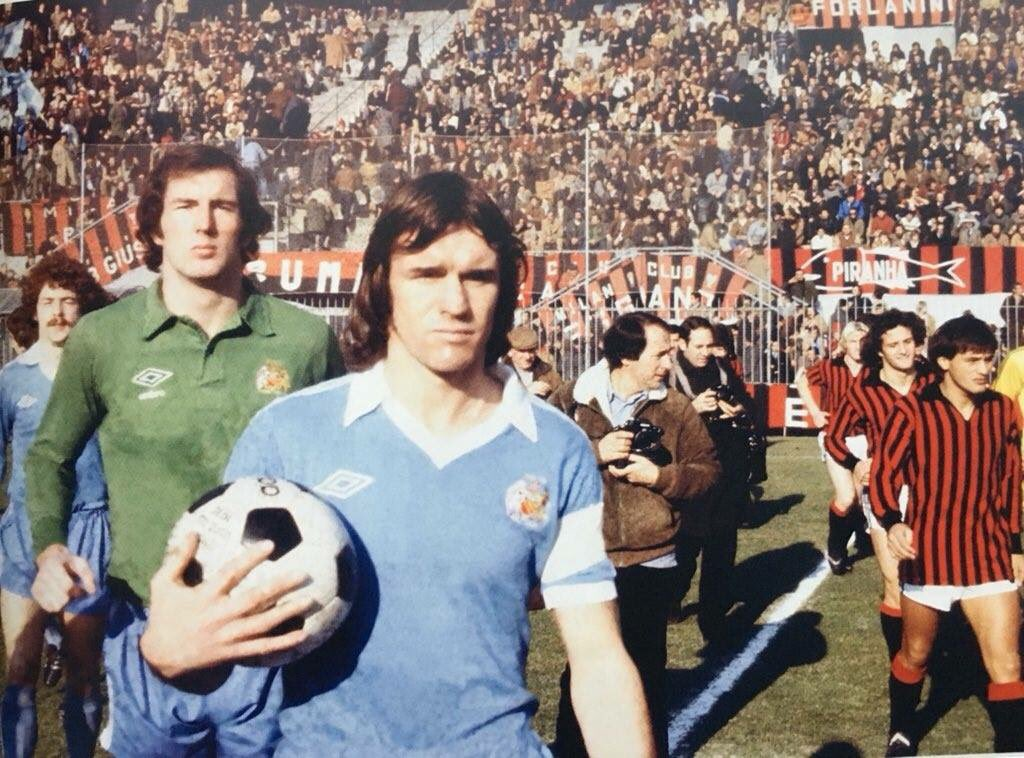
Il capitano David Watson, Joe Corrigan e Kenny Clements guidano il Manchester City a San Siro per la sfida di Coppa UEFA 1978-1979 contro il.

L'inizio della stagione 1973-74 fu caratterizzato da diversi avvicendamenti alla panchina del club, il cui controllo era stato assunto da Peter Swales: incominciò la stagione Johnny Hart, ma a ottobre fu esonerato in favore dell'ex capitano Tony Book che passò la mano a Ron Saunders dopo pochi giorni. Book tornò in panchina alla fine della stagione, rimanendoci fino al 1979, vincendo la Coppa di Lega nel 1976 e raggiungendo il secondo posto nella stagione 1976-77, concludendo il campionato a un punto dal Liverpool.

## Primo declino (1979-1989)
Il 1979 vide il ritorno di Malcolm Allison alla guida della squadra, che disputò una stagione anonima da acquisti onerosi rivelatisi poi fallimentari, tra cui gli ingaggi di Asa Hartford, Gary Owen, Peter Barnes o Steve Daley. Nella stagione successiva, sotto la guida di John Bond (subentrato ad Allison a stagione iniziata), il City raggiunse in finale di FA Cup il Tottenham: la partita finì 1-1 (grazie ad un goal ed un autogoal di Tommy Hutchinson) e fu rigiocata. Vinse il Tottenham, dopo essere passato in svantaggio per 2-1.
A metà del campionato 1982-83, con la squadra assestata in una posizione di metà classifica, Bond fu licenziato dopo una discussione con la dirigenza e sostituito con il vice allenatore John Benson: la squadra ebbe un devastante calo di rendimento (11 punti in diciannove partite con tre punti per vittoria) finendo per retrocedere all'ultima giornata a causa di una sconfitta contro il Luton Town (anch'esso in lotta per non retrocedere) quando sarebbe bastato un pareggio per salvarsi. Alla fine della stagione fu ingaggiato Billy McNeill che, dopo una stagione interlocutoria in cui mancò la promozione, nel 1985 riportò i Citizens in massima serie. La permanenza del Manchester City in First Division questa volta fu però breve: dopo essersi salvata stentatamente nella stagione 1985-86, la squadra retrocesse al termine della stagione 1986-87, dopo che McNeill aveva lasciato il posto a Jimmy Frizzell. Ritornato dopo due anni in Second Division, il Manchester City fu affidato a Mel Machin, che nel 1989 riportò la squadra in massima serie grazie al secondo posto in seconda divisione.

## Miglioramenti (1987-1993)
Machin fu esonerato a novembre 1989 e sostituito dall'ex allenatore dell'Everton Howard Kendall. Ottenuta una salvezza che pareva improbabile, Kendall fece ritorno all'Everton nel novembre 1990 e fu sostituito dal trentaquattrenne centrocampista Peter Reid. Il City concluse la stagione 1990-1991 al quinto posto e si ripeté l'anno dopo, ma non si qualificò per la Coppa UEFA perché all'epoca tale diritto spettava solo alla seconda e alla terza classificata. Nel 1992-1993, stagione inaugurale della Premiership, la squadra si piazzò nona. Fu un buon risultato, ma Reid perse il posto dopo due giornate del campionato 1993-1994.

## Primi anni in Premier League e declino (1993-1998)
Fu, quella, una stagione tribolata per il City. Il sedicesimo posto conseguito dal nuovo tecnico Brian Horton servì solo ad alimentare le ire dei tifosi, che contestarono il presidente Peter Swales, il quale cedette il controllo della società alla vecchia gloria del club Francis Lee. Nel 1994-1995 una disastrosa seconda parte di stagione fece precipitare la squadra al diciassettesimo posto, due posizioni sopra la zona retrocessione. Horton fu sollevato dall'incarico prima della fine della stagione e sostituito con l'allenatore del Southampton James Alan Ball. Ball tentò di rivoluzionare l'organico, caldeggiando la cessione di molti elementi in là con gli anni e inserendo in squadra numerosi giovani promettenti, tra i quali il ventiduenne centrocampista georgiano Georgiou Kinkladze. L'inizio della stagione fu, tuttavia, terribile e costrinse il City a lottare per la salvezza, ma la retrocessione all'ultima giornata giunse a causa della differenza reti e così il club si ritrovò in seconda serie.
Negli ultimi mesi del 1996 il City stentò in Division One e Ball fu esonerato. Al suo posto venne Steve Coppell, che si dimise dopo poche settimane a causa dell'eccessiva pressione accusata. A Natale il Manchester City era a metà classifica e decise di puntare sull'ex allenatore del Nottingham Forest Frank Clark per fermare il declino. Clark concluse al quattordicesimo posto, ma a metà della stagione seguente, nel febbraio 1998, anch'egli fu esonerato, con la squadra nelle ultime cinque della graduatoria. Il suo sostituto, Joe Royle, ereditò una situazione pessima. Vinse l'ultima partita per 5-2 in casa della diretta concorrente Stoke City, ma la vittoria fu inutile, perché anche le altre tre squadre coinvolte nella battaglia per la salvezza (Portsmouth, Queens Park Rangers e Port Vale) ottennero i tre punti. Il City retrocesse così in Division Two, la terza divisione inglese, per la prima volta nella propria storia. Sembrava la fine per il glorioso club celeste che toccava il fondo mentre dall'altra parte della città lo United era la squadra dominante.

## Gillingham, la squadra Yo-Yo e l'arrivo di Shinawatra (1998-2008)
La retrocessione ebbe riprecussioni rilevanti sull'assetto societario. David Bernstein fu nominato nuovo presidente. La stagione in terza serie non fu semplice, ma i tifosi non fecero mai mancare il proprio affetto alla squadra nonostante si dovessero affrontare ora piccole squadre, talvolta anche della periferia di Manchester come Macclesfield Town e Bury. Il torneo si chiuse con gli skyblues solamente terzi ed obbligati a passare per i playoff per poter tornare in seconda serie. Superato il primo ostacolo rappresentato dal Wigan Athletic la squadra giunse a Wembley per la finale contro il piccolo Gillingham. La partita fu equilibrata ma si mise nel peggiore dei modi quando all' 81' ed all'86' la squadra allenata da Tony Pulis segnò 2 reti. Sembrava finita. Un'altra stagione in terza serie sarebbe stata difficile da accettare per molti tifosi e disastrosa per il club. Tuttavia all'ultimo minuto Kevin Horlock trovò il gol che accorciò le distanze. Nei minuti di recupero la squadra si gettò in attacco disperata e proprio all'ultimo assalto Paul Dickov riuscì a pareggiare i conti. Una rimonta leggendaria così come leggendaria rimase l'esultanza in scivolata sulle ginocchia di Dickov che in quel momento divenne un'icona del club. Ai rigori il portiere Weaver blindò la porta ed il City con una rimonta incredibile poté festeggiare la promozione. Ma ancora una volta la luce della ribalta fu tutta per i cugini che vinsero pochi giorni dopo la Champions League in modo analogo ai danni del Bayern Monaco.
Già nella stagione successiva la squadra di Royle lottò per la promozione diretta in Premiership lottando per il posto con Ipswich Town e Charlton Athletic e la conseguì all'ultimo turno grazie al secondo posto in classifica. L'atteso ritorno del Manchester City in Premier League si era compiuto nel minor tempo possibile.
Nel 2000-2001, però, gli Sky Blues retrocessero in Division One con una giornata di anticipo. Per la prima volta nella storia della Premiership tutte le retrocessioni erano già decise prima dell'ultima giornata del campionato. Royle fu esonerato e rimpiazzato dall'ex commissario tecnico della Nazionale inglese Kevin Keegan. Keegan acquistò giocatori di valore come Eyal Berkovic, Ali Benarbia e Stuart Pearce. Nel 2001-2002 il City vinse il campionato di Division One, stabilendo il proprio record di punti conquistati in una stagione. L'attaccante Shaun Goater mise a segno ben 30 gol e il compagno di reparto Darren Huckerby altri 26.
Questa volta il ritorno del City in Premier League fu decisamente migliore. Nel 2002-2003 si piazzò al nono posto, qualificandosi per la Coppa UEFA grazie alla vittoria del Premio Fair Play. Si concluse in questo modo il continuo cambio di categoria del club, che per 6 stagioni consecutive aveva cambiato ogni anno torneo, guadagnandosi l'appellativo di Yo-Yo Team. Fu quella l'ultima stagione al Maine Road, che il club lasciò dopo 80 anni per spostarsi al City of Manchester Stadium, nuovo stadio da 48.000 posti, originariamente costruito per ospitare i Giochi del Commonwealth del 2002. Nel 2003-2004 la squadra faticò a rimanere in massima serie, ma alla fine ci riuscì con un turno di anticipo, piazzandosi poi al sedicesimo posto, con una differenza reti di +1. La stagione europea fu deludente con un'eliminazione al Secondo Turno contro i modesti polacchi del Groclin.
Keegan lasciò la squadra nel marzo 2005 e fu sostituito da Stuart Pearce, che condusse il City all'ottavo posto, mancando di poco la qualificazione in Coppa UEFA. Non mancò l'ennesima sofferenza per i tifosi con una atroce eliminazione dalla FA Cup per mano dell'Oldham, squadra di 2 categorie inferiore. Nel 2005-2006 la squadra cominciò bene, ma verso la fine ebbe un calo di forma (9 sconfitte nelle ultime 10 partite) che la fece scendere alla quindicesima posizione. L'anno dopo arrivò un quattordicesimo posto. In estate la squadra passò di proprietà e il nuovo proprietario fu l'ex primo ministro thailandese Thaksin Shinawatra. Pearce fece spazio all'ex CT della Nazionale inglese Sven-Göran Eriksson, che nel 2007-2008 fece del City una squadra in grado di competere per un posto in Coppa UEFA. Vinse le prime tre partite (compreso il derby contro il Manchester United), ma dopo la seconda parte di stagione la squadra non andò oltre il nono posto. Eriksson terminò la sua esperienza al City il 2 giugno 2008.

## L'arrivo dello sceicco Mansour ed il ritorno alla gloria (dal 2008)

### Era Hughes (2008-2009)

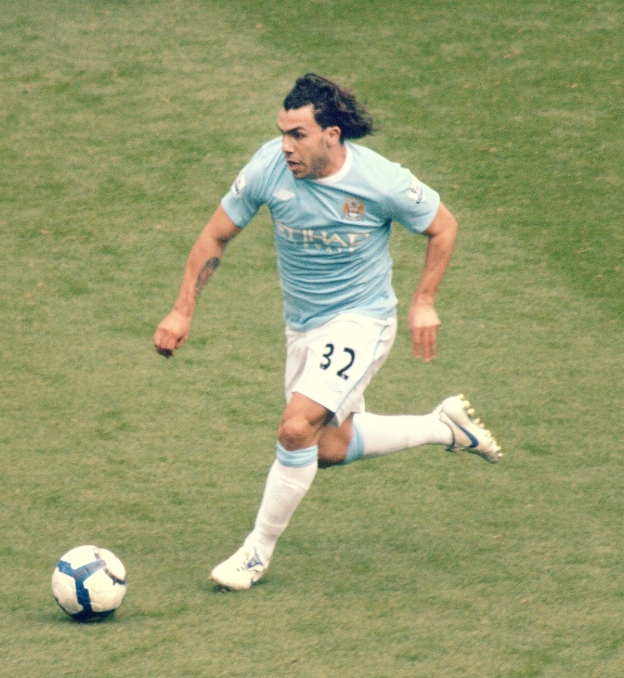
Carlos Tévez, al Manchester City dal 2009 al 2013

Il 5 giugno 2008 al posto di Eriksson fu assunto Mark Hughes, che firmò un contratto triennale. L'ex attaccante del Manchester United ed ex allenatore del Galles e del Blackburn Rovers disse subito di voler trasformare il City in una squadra di vertice in Premier League e nelle coppe europee.
I propositi di rendere il Manchester City una squadra egemone furono confermati il 1º settembre 2008, quando fu ufficializzata la notizia dell'acquisto della società da parte della compagnia araba Abu Dhabi United Group, che rilevò il sodalizio dall'ex presidente Thaksin Shinawatra. La società è presieduta dall'arabo Khaldoon Al Mubarak ed è posseduta dal connazionale Mansur bin Zayd Al Nahyan.
Dall'avvento della facoltosa compagnia araba la squadra è stata al centro delle più importanti e clamorose trattative di mercato. Proprio nello stesso giorno del passaggio di proprietà il club versò 32,5 milioni di sterline al Real Madrid per acquistare il fuoriclasse brasiliano Robinho. A gennaio 2009 presentò un'offerta di 120 milioni di euro al Milan per Kaká. Il 19 gennaio 2009, quando il passaggio di Kaká ai Citizens sembrava già definito, il giocatore rifiutò l'offerta. A gennaio la dirigenza concluse comunque due acquisti, quelli di Craig Bellamy dal West Ham United e del portiere Shay Given dal Newcastle United. La prima stagione con Hughes si chiuse con un settimo posto e l'eliminazione ai quarti di finale della Coppa UEFA.
Nel mercato estivo del 2009 il Manchester City si confermò club con ingenti disponibilità finanziarie, sborsando oltre 100 milioni di sterline per gli acquisti dei calciatori Gareth Barry, Roque Santa Cruz, Carlos Tévez, Emmanuel Adebayor, Kolo Touré e Joleon Lescott. In campionato la squadra fu capace di battere compagini del calibro di Chelsea e Arsenal, ma nelle prime 12 giornate la squadra faticò collezionando una striscia impressionante di pareggi.

### Era Mancini (2009-2013)
Hughes fu esonerato e sostituito il 2 dicembre 2009 da Roberto Mancini, che con 11 vittorie, 6 pareggi e 4 sconfitte in 21 giornate condusse la squadra al quinto posto, miglior piazzamento dal 1992, e alla qualificazione in Europa League, fallendo però l'obiettivo dell'approdo in UEFA Champions League, sfumato alla penultima giornata nello scontro diretto contro il Tottenham.

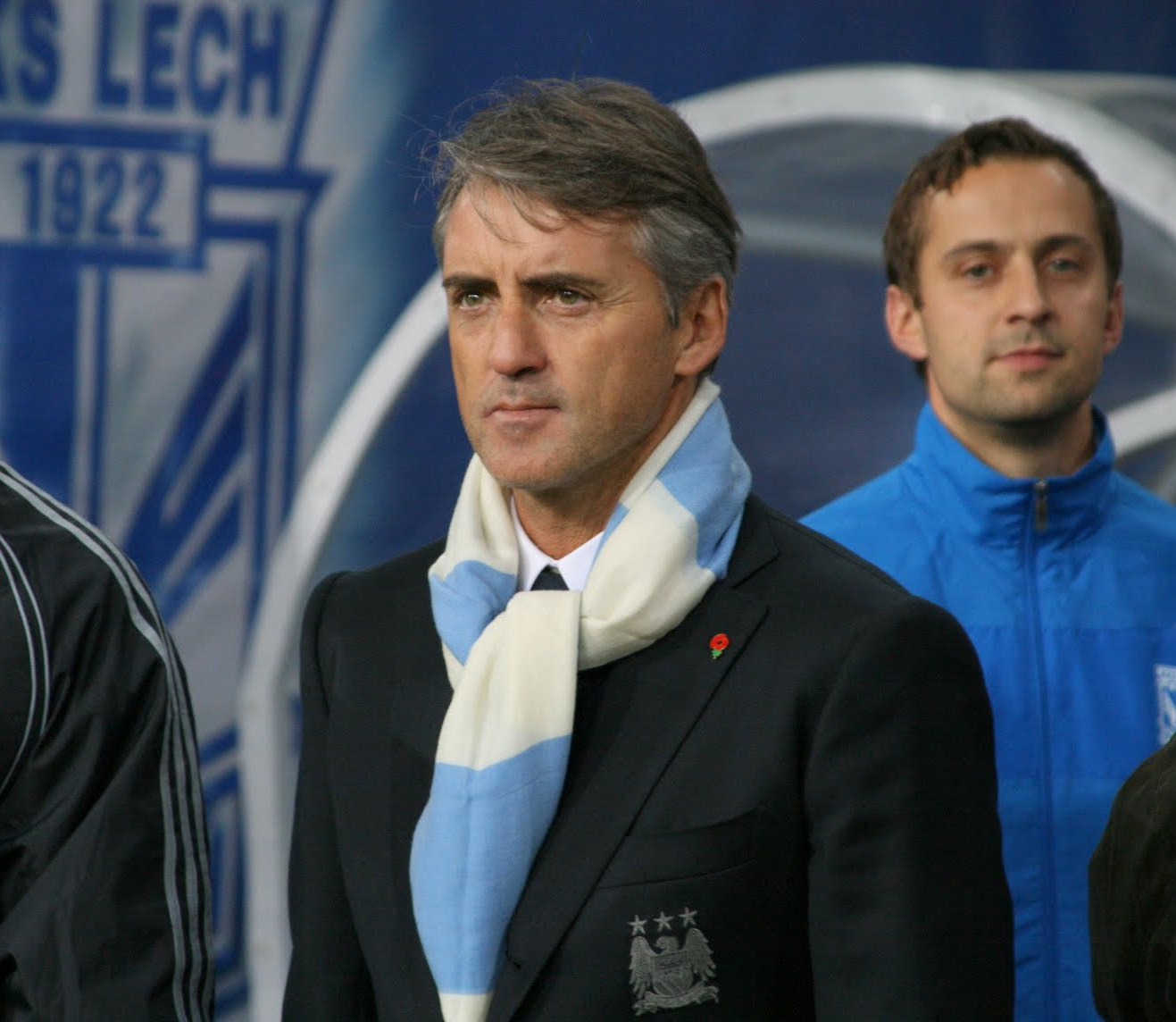
Roberto Mancini, alla guida del Manchester City dal 2 dicembre 2009 al 13 maggio 2013.

Nell'estate 2010 i dirigenti del Manchester City hanno rinforzato l'organico con una dispendiosa campagna acquisti. Sono arrivati David Silva dal Valencia, Aleksandar Kolarov dalla Lazio, Mario Balotelli dall'Inter, Yaya Touré dal Barcellona, Jérôme Boateng dall'Amburgo e James Milner dall'Aston Villa. Da segnalare anche la cessione di Robinho, passato al Milan in chiusura di calciomercato per 22 milioni di sterline, 10 in meno della cifra per la quale era stato prelevato dal Real Madrid.
A metà ottobre il City veleggiava al secondo posto in Premier League, a due punti dalla capolista Chelsea e 3 punti sopra Arsenal, Manchester United e Tottenham. Dopo le vittorie contro Newcastle e Blackpool in campionato e contro il Lech Poznań in Europa League, la squadra patì due sconfitte consecutive in campionato contro Arsenal e Wolverhampton e uno stop in casa dei polacchi del Lech Poznań (1-2). Per la prima volta nella gestione di Roberto Mancini furono tre le sconfitte consecutive. Da inizio novembre al 20 dicembre il City registrò una striscia di 9 risultati utili consecutivi, tra cui la vittoria per 3-0 (con conseguente qualificazione alla seconda fase) contro il Salisburgo e il pareggio per 1-1 a Torino contro la Juventus. In questo periodo la squadra si portò a sole tre lunghezze dal Manchester United capolista in campionato, segnando 15 gol e subendone solo 4. Il 12 dicembre 2010 Carlos Tévez manifestò alla dirigenza la volontà di lasciare il club a gennaio. In una nota il club stigmatizzò l'atteggiamento dell'agente del giocatore, l'iraniano Kia Joorabchian, accusato di aver influenzato Tévez spingendolo a chiedere il trasferimento, ma il giocatore ribadì più volte la propria intenzione. Il 20 dicembre la società rese noto che il giocatore aveva ritirato la propria richiesta di essere ceduto dopo colloqui con la dirigenza. Quel giorno il City fu sconfitto per 2-1 dall'Everton, perdendo l'occasione di issarsi in vetta alla graduatoria a Natale per la prima volta dal 1929. Due nette vittorie nei due turni seguenti portarono comunque il City in testa insieme ai rivali cittadini del Manchester United. Nel 2011 la squadra perse terreno in campionato, chiuso comunque al terzo posto, con qualificazione alla UEFA Champions League dopo ben 43 anni di assenza dalla massima competizione europea, mentre il cammino in FA Cup proseguì spedito. In Europa League l'eliminazione arrivò agli ottavi di finale contro la Dinamo Kiev (che vinse per 2-0 a Kiev e per 1-0 al City of Manchester Stadium). In FA Cup i Citizens eliminarono Leicester City (4-2), Notts County (5-0), Aston Villa (3-0) e Reading (1-0) e si guadagnarono così la semifinale contro il Manchester United. Per la prima volta le due rivali cittadine si affrontarono a Wembley (nuovo o vecchio impianto) e di fronte a 86.000 spettatori (9,5 milioni di persone guardarono in TV gli ultimi 15 minuti della partita, quasi il 50% di share) la squadra di Mancini vinse grazie ad un gol di Touré. In finale il City, che nel frattempo si era qualificato alla UEFA Champions League battendo per 1-0 il Tottenham Hotspur, affrontò lo Stoke City: un gol di Yaya Touré bastò per consentire alla squadra di sollevare il trofeo, il primo dopo 35 anni.
Nelle prime 8 partite della Premier League 2011-2012 il Manchester City totalizza un pareggio e 7 vittorie. Alla nona giornata batte il Manchester United all'Old Trafford per 6-1, staccandolo di altri tre punti (oltre ai due di vantaggio che aveva prima del match). La netta affermazione del City è importante anche perché lo United non perdeva in casa dall'aprile 2010, non aveva mai perso con un simile scarto dall'avvento della Premier League (1992) e all'Old Trafford non faceva registrare una sconfitta così larga dal 1955 (per la prima volta dal 1930 i Red Devils concedevano sei gol tra le mura amiche). Il cammino del Manchester City in UEFA Champions League termina invece dopo la prima fase: sorteggiato in un difficile girone comprendente Villarreal, Napoli e Bayern Monaco, il City si piazza terzo dietro tedeschi e italiani con 3 vittorie, 1 pareggio e 2 sconfitte, a parità punti con gli italiani, ma in svantaggio nello scontro diretto; il terzo posto consente almeno al City di proseguire la propria stagione europea in Europa League. Il 27 settembre 2011, nella partita di UEFA Champions League in casa del Bayern Monaco, sul risultato di 2-0 per i tedeschi Mancini invita Carlos Tévez ad entrare in campo nel secondo tempo della partita, ma il calciatore si rifiuta di subentrare. Al termine della partita Mancini dichiara che sotto la sua guida il calciatore argentino non scenderà più in campo con la maglia del Manchester City e che il calciatore lascerà il club nel gennaio 2012. In FA Cup l'urna del quarto turno mette di nuovo di fronte City e United, ma questa volta ad avere la meglio sono i Red Devils, vittoriosi per 3-2 al City of Manchester l'8 gennaio. Intanto il cammino in Europa League si ferma agli ottavi di finale contro i portoghesi dello Sporting Lisbona, dopo che ai sedicesimi il City aveva eliminato i campioni in carica, i portoghesi del Porto. Dopo una leggera flessione, in campionato i Citizens sono sostituiti in vetta alla classifica dal United che allungano di 8 punti sui rivali cittadini, rischiando di vedere infranto il sogno di tornare a vincere il campionato inglese dopo un digiuno che dura dal 1968. Alcune partite senza vittoria dello United però, unite ad una serie di vittorie del City tra cui quella nel derby di Manchester vinto per 1-0 con gol del capitano Vincent Kompany, portano il City a pari punti con i cugini, ma in vantaggio grazie alla miglior differenza reti. Il sogno è coronato il 13 maggio 2012: nell'ultima partita di campionato nello stadio di casa contro il QPR, in lotta per non retrocedere, al 92º minuto il City si trova sotto per 1-2 e i tifosi sono in lacrime, ma Džeko realizza il pareggio che ridà speranza per gli ultimi 2 minuti di recupero. Agüero firma al minuto 93:20 il gol del 3-2 che porta il titolo nella parte di blu di Manchester portandolo via proprio da quella rossa che aveva già concluso il suo match a Sunderland ed era pronta a festeggiare. Un finale incredibile che sarà analogo a quanto successo nel momento più basso della storia del club, ovvero la finale di Wembley 1999 contro il Gillingham.
Nell'estate 2012 continuano gli investimenti milionari dei proprietari che investono nella campagna acquisti altri 60 milioni di euro, parzialmente rimpinguati dalle cessioni di Adam Johnson, De Jong, Adebayor e Weiss, per un incasso complessivo 20 milioni, sufficienti per acquistare Nastasić, Sinclair, Javi Garcia, Rodwell e Maicon. Acquisti a cui manca il grande nome che avrebbe desiderato il manager dei citizens Roberto Mancini. Ciò nonostante la stagione comincia con grandi obbiettivi posti dalla ambiziosa dirigenza, ma l'annata prende una brutta piega con una squadra mai in corsa per la Premier, vinta dai rivali cittadini con largo anticipo, e con un girone di champions catastrofico con Borussia Dortmund, Real Madrid e Ajax; lì il City riesce a peggiorare la già negativa esperienza dell'anno passato, chiudendo all'ultimo posto la fase di qualificazione senza neanche riuscire a centrare il ripescaggio in Europa League. A Roberto Mancini ed ai suoi resta un unico obiettivo, la FA Cup, nella quale il City raggiunge la finale trovandosi ad affrontare a Wembley il più che modesto Wigan. Già prima della partita si respira l'aria della beffa, che si realizza quando al novantunesimo Ben Watson trafigge Joe Hart con uno stacco di testa all'altezza del primo palo sugli sviluppi di un corner. Per il City svanisce anche l'ultimo obiettivo stagionale.

### Era Pellegrini (2013-2016)
Due giorni dopo, il 13 maggio, è ufficializzata la notizia dell'esonero di Roberto Mancini a cui non bastano una Premier, una Community Shield e una Fa Cup per restare alla guida degli Sky Blues anche nella stagione 2013-2014. Lo sostituisce per le ultime due partite il suo vice Brian Kidd. Al termine della stagione viene ufficializzato il nuovo tecnico per la stagione 2013-2014, Manuel Pellegrini.

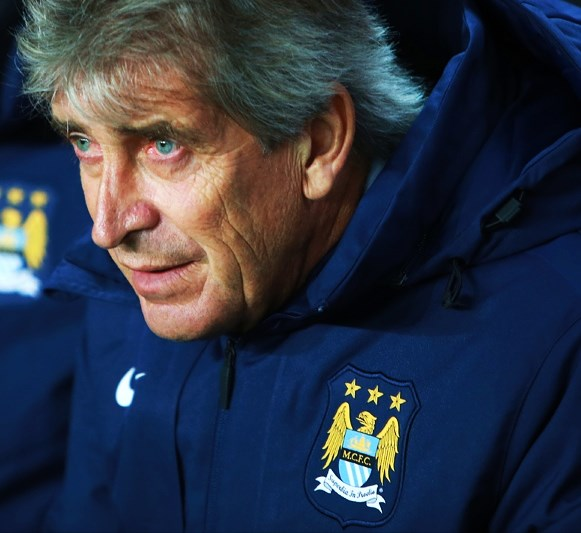
Manuel Pellegrini ha guidato il City dal 2013 al 2016. Ha vinto un campionato inglese e 2 Coppe di Lega.

Con l'allenatore cileno arrivano anche volti nuovi in campo: il montenegrino Jovetic, il mediano brasiliano Fernandinho, l'ala Navas, la punta Negredo e l'esperto difensore argentino Demichelis, mentre tra le partenze si registra quella di Carlos Tevez. La partenza è balbettante: i citizens alternano prestazioni spettacolari tra le mura amiche a sconcertanti sconfitte e grane difensive in trasferta. Durante la stagione però la squadra riesce a trovare la quadratura e arrivano dei risultati storici: da ricordare il 6-3 all'Arsenal, il 4-1 e lo 0-3 nei derby con lo United, e la vittoria in casa del Tottenham per 1-5. In campo europeo il City riesce finalmente a superare la fase a gironi, ma viene eliminato agli ottavi di finale dal Barcellona. In FA Cup l'avventura si chiude ai quarti di finale, nuovamente per mano della bestia nera Wigan, mentre la squadra trionfa in Coppa di Lega sconfiggendo il Sunderland in finale.
Il campionato 2013-2014 è molto appassionante e vede due squadre giocarsi il titolo: al City si oppone infatti il Liverpool trascinato da Luis Suarez e dall'ex Sturridge. Terzo incomodo è il Chelsea di Mourinho, unica squadra capace di espugnare l'Etihad Stadium durante il campionato. Lo scontro diretto a 5 giornate dalla fine sembra poter delineare la strada che prenderà il titolo: ad Anfield il Liverpool batte il City 3-2 al termine di una gara al cardiopalma e si avvicina al titolo che manca dal 1990. Pochi giorni dopo il City pareggia contro il Sunderland, ultimo in classifica, e si ritrova con 5 punti da recuperare e 1 gara in più da giocare, ma di mezzo ora c'è anche il Chelsea e al club di Manchester serve un'incredibile combinazione di risultati per poter tornare a sperare. Sembra finita ma la settimana successiva c'è già la prima avvisaglia di un finale memorabile: il Sunderland infatti riesce ad espugnare il campo del Chelsea coronando la sua rimonta salvezza e soprattutto rimandando i blues al terzo posto. Nessuno però sembra poter fermare il Liverpool che espugna il campo del pericolante Norwich City e a 3 giornate dal termine vede il traguardo. L'ultimo reale ostacolo è la sfida interna contro il Chelsea; anche un pareggio basterebbe ai Reds per tenere il City dietro e spegnere le speranze degli uomini di Mourinho, ma la partita viene vinta dai londinesi 0-2 grazie ad un clamoroso svarione di Gerrard che consente al Chelsea di portarsi in vantaggio e poter gestire e chiudere la gara in contropiede. Il City grazie a questi regali torna ad avere il destino nelle sue mani e si sbarazza in trasferta di Crystal Palace e dell'Everton in una gara combattutissima per poi battere all'Etihad Stadium l'Aston Villa, mentre il Liverpool, nel tentativo di recuperare il più possibile nella differenza reti, crolla facendosi recuperare 3 gol di vantaggio negli ultimi 10 minuti dal Palace e scivolando addirittura a -2 a soli 90 minuti dal termine. L'11 maggio 2014 il City sconfigge il West Ham United 2-0 e si laurea per la quarta volta campione d'Inghilterra. Giocatore della stagione è senz'altro Yaya Touré autore di ben 20 reti delle 102 che il club totalizzò in campionato. La prima stagione con Pellegrini al timone della squadra si conclude dunque con uno storico double.
Nella stagione 2014-2015, malgrado risultati altalenanti, il Manchester City si ritrova primo in campionato a pari merito con il Chelsea, ma quattro sconfitte esterne consecutive tagliano fuori i citizens per il titolo, appannaggio dei londinesi. In Champions League la squadra è eliminata dal Barcellona (poi campione) agli ottavi di finale. Le eliminazioni premature in Coppa di Lega e FA Cup e un calo di forma in Premier League causano aspre critiche nei confronti di Pellegrini, che comunque riesce, con sei vittorie di fila, a portare i suoi al secondo posto in campionato, assicurandosi la qualificazione diretta in Champions League per la stagione seguente.
Nel 2015-2016 il Manchester City conquista la sua quarta Coppa di Lega battendo per 3-1 in finale ai tiri di rigore il Liverpool a Wembley (1-1 dopo 120 minuti). Migliore esito degli anni precedenti ha la campagna in Champions League, dove il City raggiunge per la prima volta nella sua storia la semifinale (eliminato dal Real Madrid poi campione). In campionato ottiene il quarto posto precedendo i cugini del Manchester United solo per differenza reti, agguantando così la qualificazione in Champions League.

### I successi con Guardiola (2016-oggi)

Pep Guardiola allena il Manchester City dal 2016 e l'ha condotto alla vittoria di numerosi trofei, tra cui la prima UEFA Champions League.

Nell'estate 2016 il Manchester City è affidato al nuovo allenatore Pep Guardiola, come peraltro noto da alcuni mesi. La stagione 2016-2017 inizia nel migliore dei modi: dieci vittorie (tra cui una ad Old Trafford contro il Manchester Utd di José Mourinho) consecutive in tutte le competizioni (sei in campionato) portano la squadra al primo posto in Premier League, mantenuto fino alla decima giornata, e la proiettano verso un proficuo cammino nelle coppe. Ad ottobre, però, una serie di cinque partite senza vittorie mina la tranquillità dell'ambiente. In particolare è la pesante sconfitta (0-4) rimediata sul campo dell'Everton ad agitare le acque in casa del City. A dicembre la squadra supera la prima fase della UEFA Champions League grazie al secondo posto nel girone vinto dal Barcellona (2 vittorie, 3 pareggi e una sconfitta), con la soddisfazione di aver battuto i catalani per 3-1 in casa dopo il 4-0 subito al Camp Nou. L'innesto del giovane attaccante brasiliano Gabriel Jesus, tesserato a gennaio, restituisce nuova linfa alla compagine di Guardiola, che però viene eliminata agli ottavi di UEFA Champions League dal Monaco. Il club raggiunge gli ottavi di finale in Coppa di Lega e la semifinale in FA Cup, mentre in campionato riesce ad agguantare il terzo posto.
La stagione 2017-2018 è ben più soddisfacente di quella precedente: al termine di un campionato esaltante la squadra si laurea campione d'Inghilterra per la quinta volta nella sua storia. L'annata inizia nel migliore dei modi, con 18 vittorie consecutive in campionato (record per la Premier League), tra cui il successo nel derby contro il Manchester United, e un'imbattibilità che prosegue sino a metà dicembre. La certezza del titolo arriva con cinque giornate d'anticipo, com'era successo solo tre volte nella storia della competizione, l'ultima delle quali nella stagione 2000-2001 (titolo vinto dal Manchester United). La squadra di Guardiola fa registrare alcuni primati per la Premier League: record di punti (100), record di gol segnati (106), record di vittorie (32 in 38 giornate), record di vittorie in trasferta (16), record di punti in trasferta (50), differenza reti più ampia (+79) e più ampio distacco dalla seconda classificata (19). Intanto il City conquista anche la Coppa di Lega battendo in finale l'Arsenal per 3-0, ma viene eliminato a sorpresa al quinto turno di FA Cup dal Wigan, mentre il cammino in Champions League si ferma ai quarti di finale contro il Liverpool, poi finalista della competizione.
Si apre con un'altra vittoria la stagione 2018-2019. Nella gara che assegna la Supercoppa d'Inghilterra, nell'agosto 2018, i Citizens sconfiggono per 2-0 il Chelsea di Maurizio Sarri, mettendo in bacheca il trofeo per la quinta volta, a sei anni dall'ultimo successo nel torneo. Nel febbraio 2019 il Manchester City batte il Chelsea anche nella finale della Coppa di Lega, imponendosi ai tiri di rigore a Wembley dopo lo 0-0 dei tempi supplementari. Lo stesso Chelsea è l'avversaria, a febbraio, nella finale della Coppa di Lega, che il Man City vince nuovamente imponendosi ai tiri di rigore. Il cammino degli uomini di Guardiola in UEFA Champions League si arresta ai quarti di finale ancora una volta contro una connazionale, il Tottenham poi finalista della competizione, mentre riesce l'impresa del secondo titolo nazionale di fila (che non accadeva a nessuna squadra in Premier dal 2009), vinto all'ultima giornata dopo un serrato testa a testa con il Liverpool, distanziato alla fine di un solo punto. La vittoria della finale di FA Cup contro il Watford (6-0) consente al Manchester City di ottenere il sesto successo nella competizione, ma soprattutto un treble domestico senza precedenti nella storia del calcio inglese.
Anche la stagione 2019-2020 comincia con un successo, quello in Community Shield contro il Liverpool ai tiri di rigore: per i Citizens si tratta del sesto successo nel torneo, e il secondo di fila. Arriva anche la terza vittoria consecutiva, la settima in totale, in Coppa di Lega, che il Manchester City si aggiudica battendo per 2-1 in finale l'Aston Villa. Il campionato pare già deciso a novembre in favore del Liverpool, che batte per 3-1 i Citizens staccandoli di 9 punti in classifica, e saranno proprio i Reds ad aggiudicarsi il titolo dopo trent'anni, seguiti dal City a ben 18 punti di distanza con 9 sconfitte, oltre il doppio dell'annata precedente; in Coppa d'Inghilterra il percorso si interrompe in semifinale, mentre in UEFA Champions League la squadra di Guardiola supera autorevolmente il girone, ma cade contro l'Olympique Lione ai quarti di finale.
Nella stagione 2020-2021, l'ultima di Sergio Agüero con la maglia dei Citizens, la squadra vince, battendo per 1-0 in finale il Tottenham, la Coppa di Lega per l'ottava volta, la quarta consecutiva, uguagliando il Liverpool in ambedue i primati. Caduto alle semifinali della FA Cup per mano del Chelsea, poi finalista del torneo, il City vince anche la Premier League, per la terza volta nelle ultime quattro stagioni e la quinta nelle ultime dieci, con tre giornate di anticipo e dieci punti di vantaggio sul Manchester Utd secondo in classifica. La stagione vede la squadra di Guardiola raggiungere la finale di UEFA Champions League, per la prima volta nella storia del club: allo stadio do Dragão di Porto, di fronte a circa 14 000 spettatori, a prevalere è il Chelsea, che si impone per 1-0.
La stagione successiva prosegue bene, con numerose vittorie in campionato, tra cui quella per 7-0 contro il Leeds Utd. Il titolo verrà vinto dai Citizens all'ultima giornata con un punto di margine sul Liverpool, grazie al successo in rimonta per 3-2 in casa contro l'Aston Villa, dopo essere stati in svantaggio per 0-2. Nella FA Cup il City raggiunge le semifinali, dove perde contro il Liverpool, futuro vincitore del trofeo, per 3-2; nella Coppa di Lega perde, invece, al quarto turno contro il West Ham Utd ai rigori. In UEFA Champions League la squadra supera il proprio girone come prima classificata, seguita dai francesi del Paris Saint-Germain. Eliminato facilmente lo Sporting Lisbona agli ottavi di finale (0-5 all'andata e 0-0 al ritorno), ai quarti elimina anche gli spagnoli dell'Atlético Madrid, battuti all'andata per 1-0 e fermati sullo 0-0 al ritorno, in Spagna. La semifinale contro il Real Madrid si risolve, invece, in un 4-3 per i Citizens all'andata (considerata uno dei migliori incontri calcistici di tutti i tempi) e in un 3-1 al ritorno per i castigliani, che eliminano gli inglesi dopo i tempi supplementari.
L'annata 2022-2023 viene inaugurata dalla sconfitta in Supercoppa d'Inghilterra (1-3 contro il Liverpool). In campionato il Manchester City è sospinto dai gol del centravanti norvegese Erling Haaland, che il 3 maggio 2023 diviene il primatista di gol in una singola stagione di Premier League, mentre con Phil Foden segna, alla quattrocentoquattresima partita, il millesimo gol della gestione di Guardiola, e intanto lotta per la vetta con l'Arsenal, che accumula un vantaggio sui rivali ma in seguito accusa un calo. In virtù di una serie di undici vittorie consecutive e al successo netto (4-1) nello scontro diretto con i Gunners della fine di aprile, i Citizens si lanciano verso la vittoria del titolo, grazie anche a una differenza reti notevolmente migliore rispetto a quella dell'unica contendente, la formazione londinese. La certezza aritmetica della vittoria della Premier League giunge già alla quartultima giornata, con il City che prolunga a 24 partite la striscia di imbattibilità in tutte le competizioni. Anche in UEFA Champions League la compagine di Guardiola impressiona molto favorevolmente, vincendo dapprima il girone e poi eliminando RB Lipsia (1-1 e 7-0) agli ottavi di finale, Bayern Monaco (3-0 e 1-1) ai quarti e il Real Madrid detentore del trofeo (1-1 e 4-0) in semifinale. Il successo consente di approdare alla finale di Istanbul contro l'Inter, che viene battuta per 1-0 allo stadio olimpico Atatürk di Istanbul con rete di Rodri. Per il City, che diviene la seconda squadra inglese capace di centrare il treble, è il primo successo nella manifestazione. Haaland viene nominato Calciatore dell'anno della Premier League.
All'inizio della stagione successiva il Manchester City si aggiudicò per la prima volta la Supercoppa UEFA, battendo ai tiri di rigore il Siviglia, e per la prima volta la Coppa del mondo per club FIFA, superando in finale il Fluminense per 4-0, mentre in UEFA Champions League si fermò in semifinale, eliminato dopo l'ennesimo doppio confronto con il Real Madrid. Dopo una lotta con l'Arsenal, i Citizens si aggiudicano, all'ultima giornata, il campionato inglese per la quarta volta consecutiva, stabilendo un record per la Premier League. Nell'ottobre 2024 Rodri diviene il primo calciatore del Manchester City a vincere il Pallone d'oro.